# カキのうた/カキシチューのうた
「カキのうた/カキシチューのうた」は、2007年11月23日に発売された石丸椎菜のデビューシングル。広島県漁連のPRソングとして制作され、ハウス食品のテレビCMにもタイアップされた。

## 楽曲の特徴

### カキのうた
牡蠣を食べることで笑顔になるというメッセージが込められたポップソング。海の恵みや人とのつながりをテーマにしている。

### カキシチューのうた
牡蠣を使ったシチューやグラタンの魅力を歌い上げるユニークな楽曲。温かい料理とともに心も温まる様子が描かれている。

## パフォーマンスと背景
石丸椎菜は幼少期からミュージカルで活躍しており、『アニー』や『ライオン・キング』などの舞台経験を持つ。バックダンサーにはカーキーズが起用されており、CMソングやステージパフォーマンスを中心に活動するユニット。個性的なメンバーが特徴。

## 収録内容
1. カキのうた (2:28)
2. カキシチューのうた (3:51)
作詞・作曲：村上明彦 / 編曲：カーキーズ
3. カキのうた（カラオケ）
4. カキシチューのうた（カラオケ）

### ユニットメンバー
1. ↑  村上明彦（東京バナナボーイズ）、矢萩渉（安全地帯）、ラッキィ池田（イカキック）